# Cransac
Cransac é uma comuna francesa na região administrativa de Occitânia, no departamento de Aveyron. Estende-se por uma área de 6,91 km². Em 2010 a comuna tinha 1 543 habitantes (densidade: 223,3 hab./km²).